# Lac de Bise
Le lac de Bise se trouve en Haute-Savoie sur la commune de la Chapelle-d'Abondance, dans le Chablais français.
C'est un petit lac de montagne marécageux situé à 1 495 mètres d'altitude, à l'ouest des Cornettes de Bise, au bord duquel se trouve le refuge de Bise.